# Communauté de communes Cœur du Perche
Die Communauté de communes Cœur du Perche ist ein französischer Gemeindeverband mit der Rechtsform einer Communauté de communes im Département Orne in der Region Normandie. Sie wurde am 6. Oktober 2016 gegründet und umfasst zwölf Gemeinden. Der Verwaltungssitz befindet sich im Ort Rémalard en Perche.

## Historische Entwicklung
Der Gemeindeverband entstand mit Wirkung vom 1. Januar 2017 durch die Fusion der Vorgängerorganisationen
- Communauté de communes du Perche Rémalardois sowie
- Communauté de communes du Perche Sud.[3]

## Mitgliedsgemeinden
| Gemeinde                              | Einwohner 1. Januar 2022 | Fläche km² | Dichte Einw./km² | Code INSEE | Postleitzahl |
| ------------------------------------- | ------------------------ | ---------- | ---------------- | ---------- | ------------ |
| Berd’huis                             | 1.094                    | 11,45      | 96               | 61043      | 61340        |
| Bretoncelles                          | 1.462                    | 40,21      | 36               | 61061      | 61110        |
| Cour-Maugis sur Huisne                | 580                      | 47,28      | 12               | 61050      | 61110, 61340 |
| La Madeleine-Bouvet                   | 416                      | 12,92      | 32               | 61241      | 61110        |
| Moutiers-au-Perche                    | 370                      | 33,61      | 11               | 61300      | 61110        |
| Perche en Nocé                        | 1.974                    | 86,63      | 23               | 61309      | 61340        |
| Rémalard en Perche                    | 1.892                    | 50,68      | 37               | 61345      | 61110        |
| Sablons sur Huisne                    | 1.983                    | 52,36      | 38               | 61116      | 61110        |
| Saint-Cyr-la-Rosière                  | 234                      | 18,75      | 12               | 61379      | 61130        |
| Saint-Germain-des-Grois               | 204                      | 10,38      | 20               | 61395      | 61110        |
| Saint-Pierre-la-Bruyère               | 428                      | 6,33       | 68               | 61448      | 61340        |
| Verrières                             | 420                      | 17,75      | 24               | 61501      | 61110        |
| Communauté de communes Cœur du Perche | 11.057                   | 388,35     | 28               | –          | –            |